# Rejon krasnoznamieński
Rejon krasnoznamieński (ros. Краснозна́менский район) – jednostka podziału administracyjnego wchodząca w skład rosyjskiego obwodu królewieckiego.
Rejon leży w północno-wschodniej części obwodu, przy granicy z Litwą, a jego ośrodkiem administracyjnym jest miasto Krasnoznamiensk.